# 김미정 (배우)
김미정(1968년 8월 19일 ~ )은 대한민국의 배우이다.

## 학력
- 영락고등학교
- 동국대학교 연극영화과

## TV 출연

### 드라마
- 1988년 MBC 청소년드라마 《푸른교실》
- 1991년 MBC 주말연속극 《고개숙인 남자》 ... 백정선 역
- 1991년 KBS2 미니시리즈 《밀월》
- 1993년 MBC 미니시리즈 《사랑의 방식》 ... 윤정신 역
- 1993년 MBC 아침드라마 《당신 없는 행복이란》 ... 미순 역
- 1994년 SBS 미니시리즈 《영웅일기》 ... 손미윤 역
- 1995년 KBS 대하드라마 《김구》 ... 정정화 역
- 1996년 KBS2 아침드라마 《여자가 사랑할 때》
- 2002년 KBS2 단막극 《드라마시티 - 우리들의 천국》
- 2002년 EBS 어린이드라마 《TV로 보는 원작동화 - 네 편이 되어줄게》 ... 선생님 역
- 2002년 SBS 단막극 《오픈드라마 남과 여 - 60퍼센트의 사랑》 ... 금주 역

### 영화
- 1989년 물의 나라 - 서지혜 역